# کیسورو
کیسورو (به لاتین: Kisoro) یک شهرک در اوگاندا است که در منطقه غربی، اوگاندا واقع شده‌است. کیسورو ۱۷٬۵۶۱ نفر جمعیت دارد. و ۱٬۸۹۰ متر بالاتر از سطح دریا واقع شده.